# Timmerskapania
Timmerskapania (Scapania apiculata) är en levermossart som beskrevs av Richard Spruce. Timmerskapania ingår i släktet skapanior, och familjen Scapaniaceae. Enligt den finländska rödlistan är arten akut hotad i Finland. Enligt den svenska rödlistan är arten starkt hotad i Sverige. Arten förekommer i Götaland, Svealand, Nedre Norrland och Övre Norrland. Artens livsmiljö är friska och lundartade naturmoar.